# オージー・ビーフ
オージー・ビーフ (Aussie Beef) は、オーストラリア産の牛肉の通称。同国は世界有数の牛肉輸出国であり、日本をはじめ、世界各国に輸出している。日本では輸入牛肉の大半をオージー・ビーフとアメリカ産牛肉が占めており、歴史的、量的な繋がりは強い。主にスーパーマーケットで販売されている。

## 概要
原料となる肉牛は、生まれてから広い敷地で放牧される。輸出マーケットの需要に合わせるため、放牧後に穀物を食べさせる「グレイン・フェッド」の飼育も普及している。2018年12月の統計によると、日本に輸出された冷蔵牛肉の約74%が穀物で育てたグレイン・フェッドである。輸入統計のみを見ると、オーストラリア産の牛肉は牧草飼育の割合が5割以上である。

## 歴史
1788年1月に、南アフリカから2頭の雄牛と6頭の雌牛がシドニーに運び込まれたのが始祖とされる。

## 生産

### 農場
オーストラリアの土地の約47%が農業経営者により管理されており、そこに約2800万頭の牛と約7400万頭の羊が生育している。

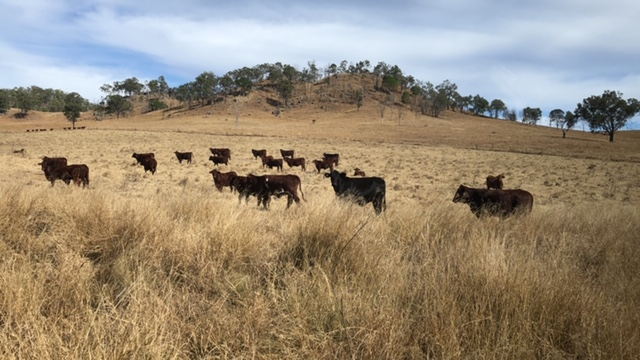
オーストラリアの放牧地

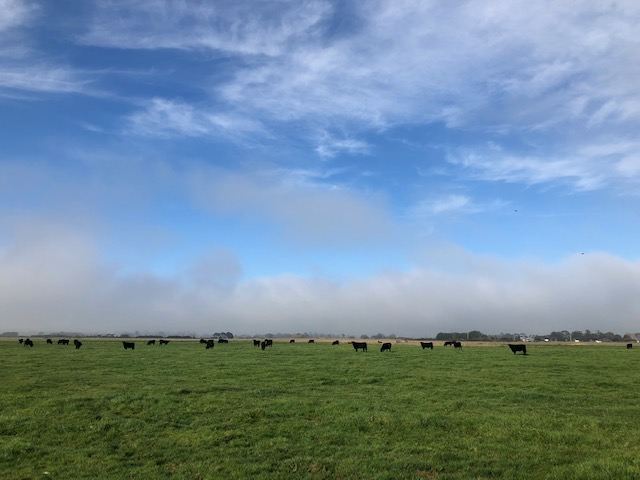
オーストラリアの放牧地 - 2

放牧時は牧草を餌とされ、このまま食肉にされる牛は「牧草牛」や「グラス・フェッド」(Grass-fed, 「牧草飼育」)と呼ばれる。牛の本来の生活で育った牛の肉質は赤身が多い。グラスフェッド・ビーフは日本へは冷凍で輸入され、その多くが赤身率の高さを利用したハンバーグパティの加工原料に使われる。オーストラリア産グラスフェッドビーフの輸入量の約2割は冷蔵で、その多くが、牧草牛、オーガニック・ビーフ（有機牛）である。

### フィードロット（肥育場）
穀物牛として出荷される牛は、出荷前に大麦・小麦を中心とした穀物を与えられる。オージー・ビーフは「グラス・フェッドが中心」と表現されることもあるが、それは加工原料や有機牛を含めたものである。日本を含むアジア向けの市場への輸出は、放牧後に穀物で肥育させた肉が大半を占める。

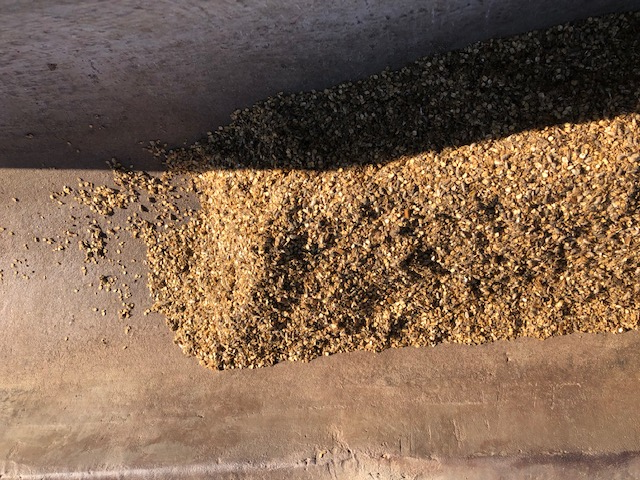
穀物飼料

日本を中心としたアジア市場ではサシ脂が好まれ、この需要に合わせるため、フィードロットと呼ばれる肥育場に輸送し、「グレイン・フェッド」（Grain-Fed, 「穀物肥育」）が行われる。穀物を食べさせることにより、効率的に生体牛を増量できる。この方法はアメリカ産牛肉と同じであるが、アメリカでは遺伝子組み換えを含む飼料用コーンを中心に与えられるのに対し、オーストラリアでは遺伝子組み換えが行われていない大麦、小麦が飼料の中心である。また、肥育期間によりロングフェッド、ミドルフェッド、ショートフェッドに分類される。

### 加工
オーストラリアの牛肉加工場は輸出をメインに設計されている場合が多く、衛生面で優れているため、チルド状態でも品質保証を100日に設定する生産者もいる。製造時にはムスリム向けの市場を意識し、ハラールの手続きを取る生産者もいるが、日本に流通する際はそれが意識されることは少ない。

### 流通
日本向けの牛肉は船便で輸送されてくる。冷凍と冷蔵の両方で輸入されるが、前者は主にハンバーガーパティのような加工原料、後者はスーパー・マーケットの精肉売り場に流通する。統計上、冷凍の加工原料の割合が多く、その多くがグラス(grass, 牧草)を与えており「オージー・ビーフは牧草で育てている」と誤解されがちであるが、スーパー・マーケットで売られているオージー・ビーフの多くはグレイン・フェッドである。

### 外食産業関係
- マクドナルド(日本マクドナルド)を始めとするファーストフードチェーンのハンバーガー用の牛肉の多くはオーストラリア産を採用している。アメリカ産牛肉の牛海綿状脳症 (BSE) が発覚したことで禁輸措置が取られた2003年以降も、牛丼とは異なり、影響はほとんど受けなかった。
- 牛丼チェーンのすき家やなか卯はオーストラリア産だけでなく、アメリカ産牛肉による牛丼を提供している。
- 吉野家では牛丼の原材料として以前からアメリカ産牛肉を使っているが　穀物で育てたオーストラリア産の牛ばら肉も使用している（吉野家牛肉総使用量の内、オーストラリア産の割合は牛丼休止前：1%前後、牛丼販売再開後：10%程度となっている）[1]。

### 安全管理体制
固有の生態系を守る目的や、オーストラリアが食肉輸出産業を基幹産業としている国であることから、厳格な検疫体制を敷いている。BSEを初めとする深刻な問題の発生は起こっていない。個々の牛については、電子タグによる移動履歴情報のデータベース化が行われている。

### 日本への輸出
戦後まもなく牛肉の輸入が開始され、当時は割り当て制であったが、1991年には海外からの牛肉の輸入を自由化した。BSE問題が発覚したことでアメリカ産牛肉の禁輸措置が取られると、輸入牛肉のほとんどはオーストラリア産で占められるようになった。2004年にアメリカ産牛肉の輸入が禁止されると、輸入牛肉の半分強がオーストラリア産牛肉となったが、のちにアメリカ産牛肉やウルグアイ産牛肉も売られるようになる。

### 中国への輸出
2010年代後半から豪中関係が悪化してきた背景の中、オーストラリアが2019新型コロナウイルスの調査の必要性を提唱すると中国側が反発。2020年5月、中国外務省は「税関と検疫基準の違反」を理由にオーストラリアの大手4社からの牛肉の輸入を停止、さらに6月以降も規制対象先を拡大し続けた。

## 文献
- 国立国会図書館 資料請求記号：DM456-J16 　「ビーフ産業の研究」 　-オーストラリアンビーフのすべて-